# Militärrealgymnasium

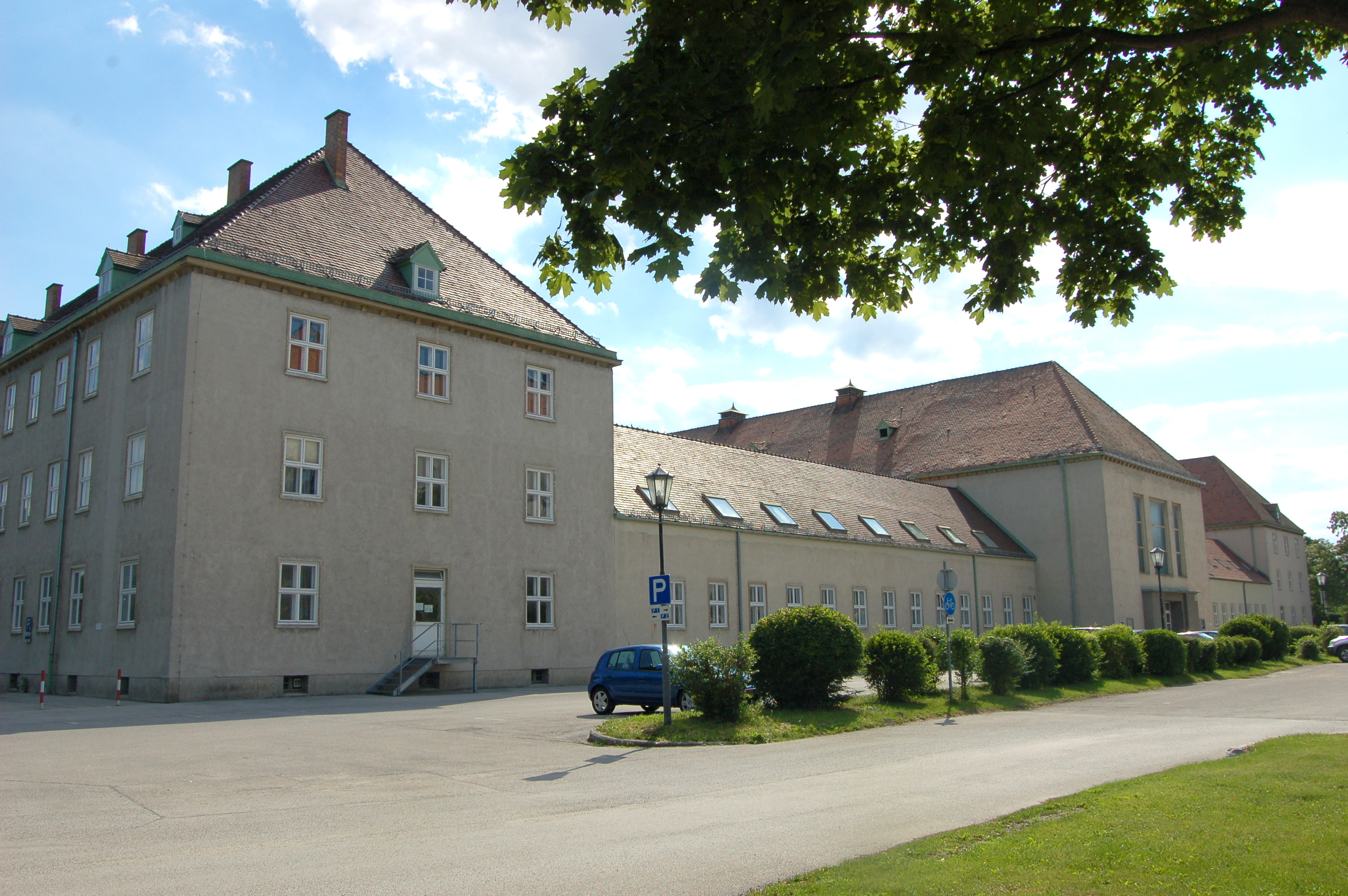
Das MilRG war in der Wiener Neustädter Daun-Kaserne untergebracht

Das Militärrealgymnasium (MilRG), korrekte Bezeichnung „Bundesoberstufenrealgymnasium an der Theresianischen Militärakademie (BORG)“, war ein Oberstufenrealgymnasium mit naturwissenschaftlichem Schwerpunkt, welches der Theresianischen Militärakademie angeschlossen war. Die Schule war gemeinsam mit anderen Schulen, der städtischen Höheren Lehranstalt für wirtschaftliche Berufe, einer Neuen Mittelschule und einer polytechnischen Schule in den Räumen der Daun-Kaserne untergebracht. Der Schule angeschlossen war ein militärisch geführtes Internat. Im Oktober 2014 wurde bekannt gegeben, dass das Militärrealgymnasium aus finanziellen Gründen im Juni 2018 geschlossen werden soll. Im Jänner 2018 beschloss der Ministerrat der Bundesregierung Kurz I eine Weiterführung, die jedoch in eine Schließung des Realgymnasiums mit Juni 2018 mündete.
Im September 2019 erfolgte der Start einer gänzlich neuen Bildungseinrichtung als berufsbildende höhere Schule, nämlich der Bundeshandelsakademie für Führung und Sicherheit an der Theresianischen Militärakademie in Wiener Neustadt mit zwei Klassen.

## Geschichte

### Vorgeschichte bis 1965
Im besetzten Nachkriegsösterreich waren alle militärischen Aktivitäten verboten. Die Machtübernahmen der Sowjetunion in Ost- und Mitteleuropa veranlassten die Westmächte, in verdeckter Form in ihren Besatzungszonen Kadertruppen als Vorbereitung auf eine künftige österreichische Armee einzurichten und weitgehend zu finanzieren. Im Rahmen dieser „B-Gendarmerie“ begann am 21. Oktober 1953 der Unterricht des 1. Jahrganges der Gendarmerie-Abteilung K (K für Kurse) in Enns.
Nach Abschluss des Österreichischen Staatsvertrages wurde am 27. Juli 1955 die Schule in Enns in „Provisorische Grenzschutz-Schutzabteilung“ umbenannt und ab 9. April 1956 hieß sie „Militärakademie“. Die Verlegung in die Burg in Wiener Neustadt, die nach schweren Kriegsschäden wieder aufgebaut war, erfolgte am 17. Dezember 1958 und im Jahre 1966 erhielt die Schule ihren traditionellen Namen „Theresianische Militärakademie (TherMilAk)“.
Ende der 1950er Jahre wurde entschieden, nur Personen mit Matura zur Offiziersausbildung zuzulassen. Für den Auswahlkurs im Jahre 1959 hatten sich auch geeignete Bewerber für eine Offizierslaufbahn aus den Reihen der Unteroffiziere und Chargen gemeldet, was zur Einrichtung eines „Realschulmaturakurses“ an der Militärakademie führte. Kurz darauf wurde dieser Ausbildungslehrgang als Schule für Berufstätige in das öffentliche Schulwesen integriert, in dem die Teilnehmer in fünf Semestern zur Matura geführt werden sollten.
Ein Übereinkommen vom 18. November und 22. Dezember 1959 zwischen dem Bundesministerium für Landesverteidigung und dem Bundesministerium für Unterricht bestimmte für die Schule die Bezeichnung „Bundesoberrealschule an der Militärakademie (BOR)“. Seither stellt das Unterrichtsressort das Lehrpersonal, das Verteidigungsministerium trägt den Sachaufwand. Nach Inkrafttreten des Schulorganisationsgesetzes im Jahre 1962 wurde die Bezeichnung in „Bundesrealgymnasium für Berufstätige an der (Ther) Militärakademie“ (BRGfB) bei gleichzeitiger Verlängerung der Schulzeit auf sechs Semester geändert.

### Schule und Internat ab 1965

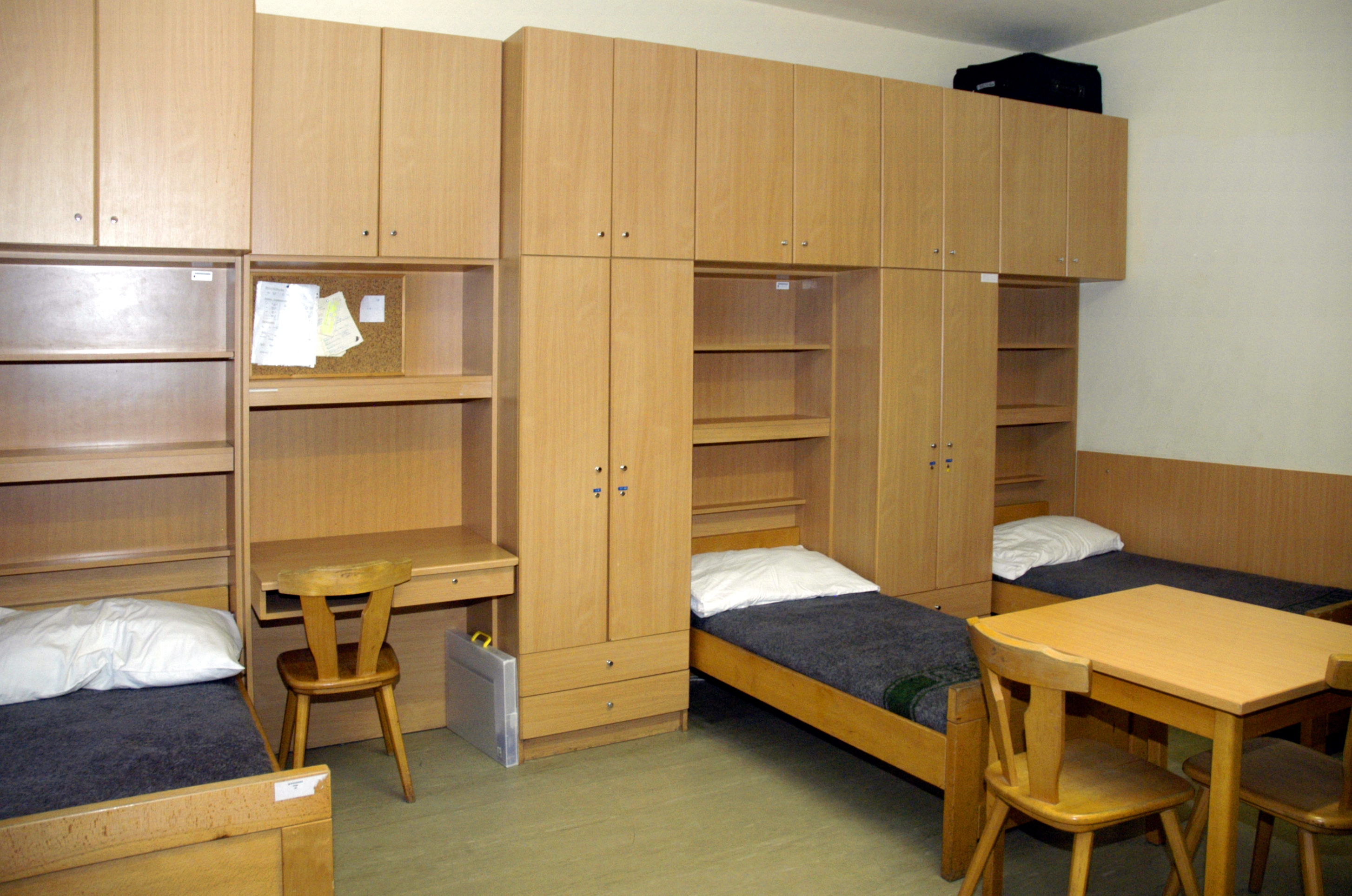
Zimmer des Internats

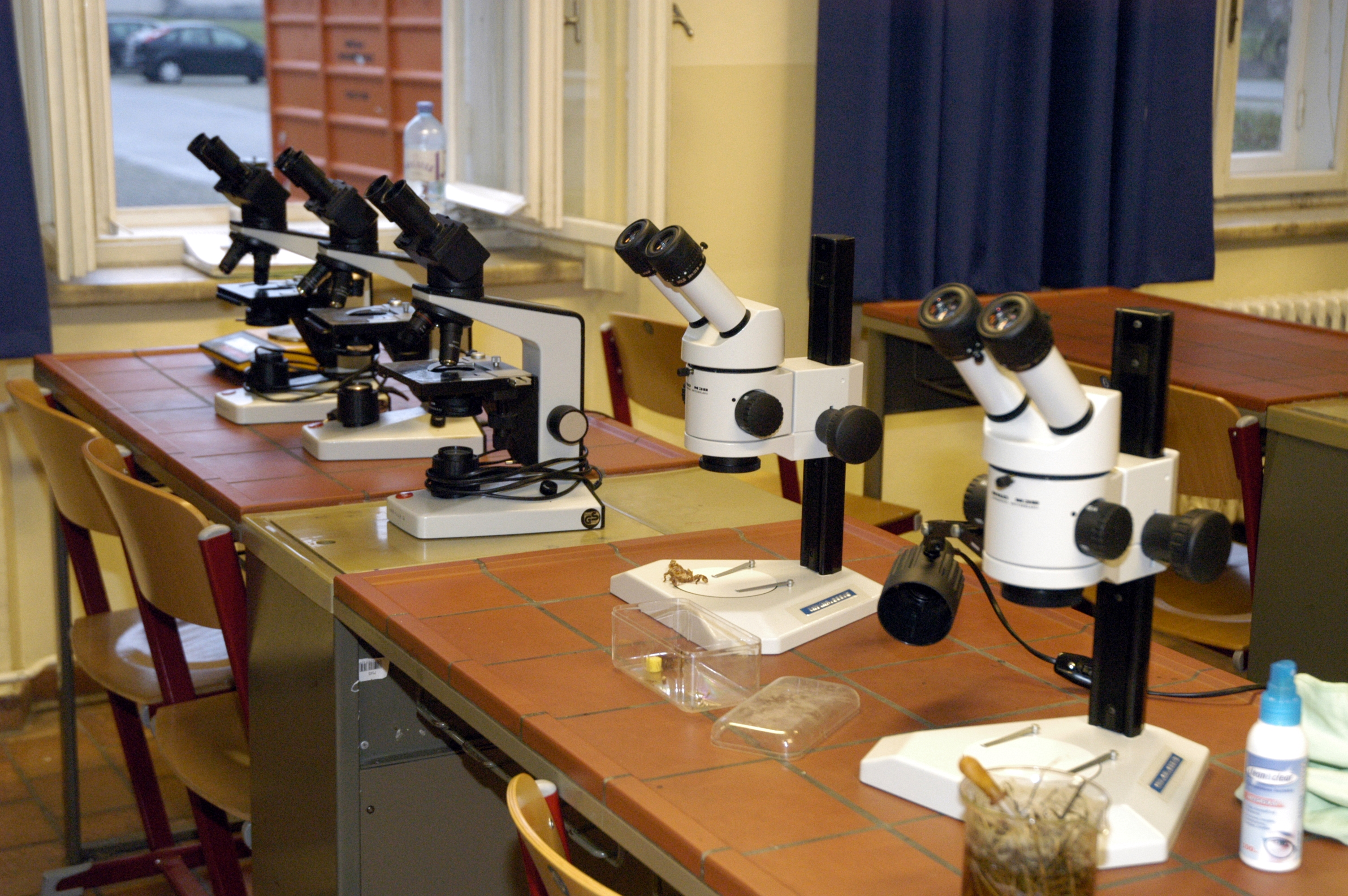
Naturwissenschaftliche Ausbildung

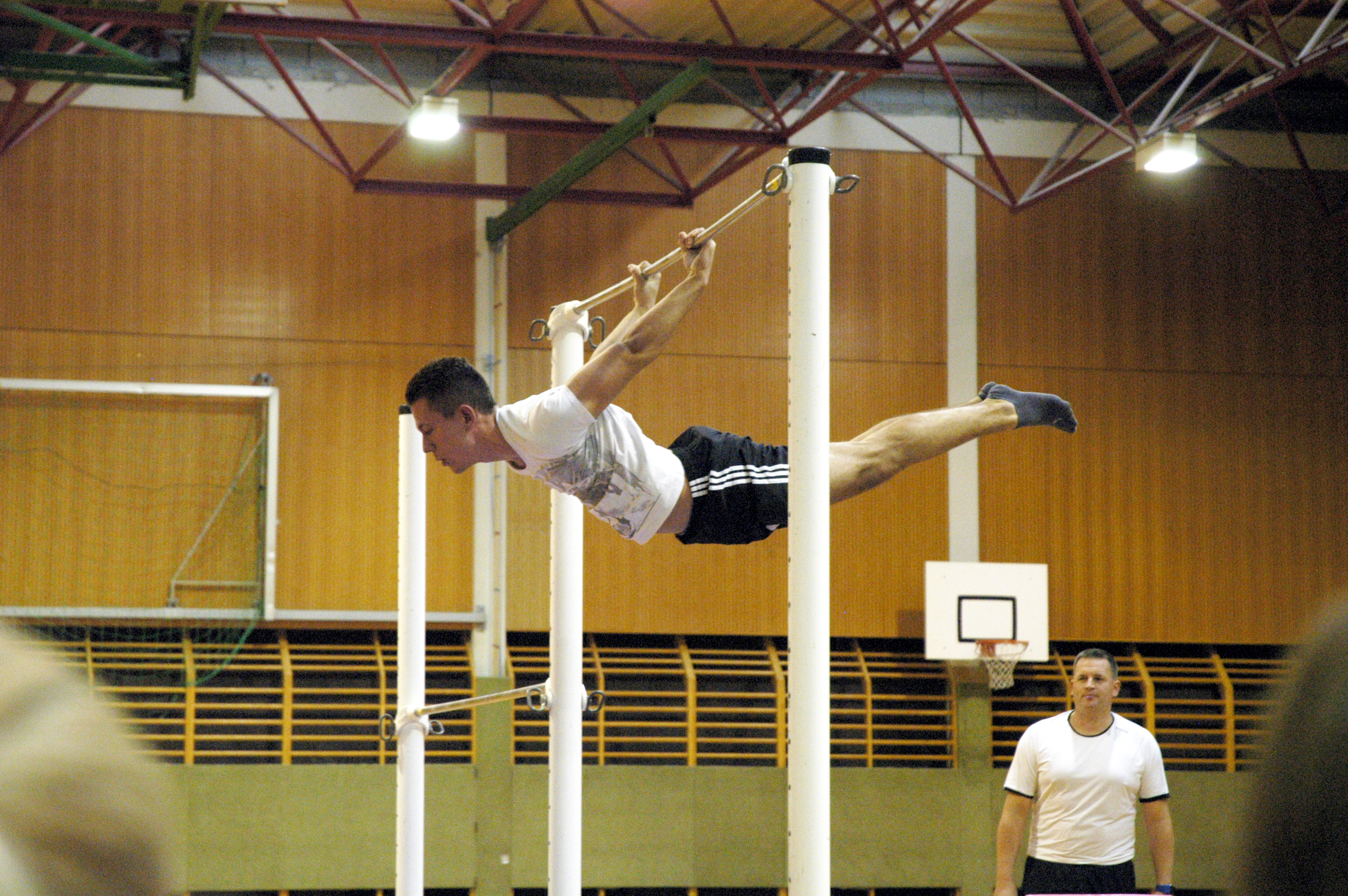
Sportliche Ausbildung

Soziale Überlegungen zur Verbesserung der Bildungsmöglichkeiten für Söhne von Offizieren und die Tatsache, dass schon bisher ein beträchtlicher Offiziersnachwuchs aus Absolventen des BRGfB bestand, führten zu Überlegungen, auch für 14-jährige eine Schule mit angeschlossenem Militärinternat einzurichten. Ein interministerielles Abkommen vom 6. Oktober 1965 zwischen den Ministern Georg Prader (Verteidigung, ÖVP) und Theodor Piffl-Percevic (Unterricht, ebenfalls ÖVP) führten zur Gründung des Militärrealgymnasiums (MilRG), dessen Name zu Beginn „Bundesrealgymnasium (nw – naturwissenschaftlich)“ lautete und das in erster Linie der Qualifikation zukünftiger Berufs- und Milizoffiziere dienen sollte.
Die Auswahl der Schüler, welche nach der Aufnahme als Zöglinge bezeichnet wurden, erfolgte durch eine Kommission. Es mussten gewisse Anforderungen in sportlicher, medizinischer und schulischer Hinsicht erfüllt werden. Der Schwerpunkt der Ausbildung in dieser Bundesschule – denn es handelte sich um keine Privatschule – lag im Bereich der Naturwissenschaften. Es bestand ein Zukunftskonzept mit Schwerpunkt in den Bereichen der Persönlichkeitsbildung und Leadership. Es wurden neben der vormilitärischen Ausbildung an einzelnen Nachmittagen und der sehr breiten sportlichen Aktivität (Klettern, Reiten, Ausdauer- und Kraftsport etc.) auch viele Sozialkompetenzen vermittelt (Teambuilding, Mediationsausbildung/Peers etc.).
Der Unterricht für die Schüler wurde, mit Ausnahme vom Bereich Sport, ausschließlich von zivilen Lehrern durchgeführt, während die Betreuung und Erziehung im Internat von Erziehern bzw. Erzieheroffizieren wahrgenommen wurde.
Seit 19. März 1969 bildete das MilRG gemeinsam mit dem BRGfB das so genannte Schulbataillon des Bundesheeres. Die Schule war organisatorisch als Schulbataillon deklariert, obgleich das militärische Personal de facto von nur sehr geringer Zahl war und keine 20 Personen umfasste.
Die Schulzeit dauerte zunächst fünf Jahre, in den letzten beiden Jahren war eine militärische Ausbildung vorgesehen, die ungefähr der Ausbildung der Einjährig-Freiwilligen entsprach. Seit dem Jahre 1972 lautete die Bezeichnung „Bundesoberstufenrealgymnasium an der TherMilAk“ und der Unterricht dauert wie in allen anderen Oberstufen der Realgymnasien vier Jahre. Neben einer Ausbildung mit naturwissenschaftlichem Schwerpunkt erhielten die Schüler eine „Vormilitärische Ausbildung“, die sie auf die Offizierslaufbahn vorbereiten sollte.
Im Jahre 1998 wurde die Offiziersausbildung als Fachhochschule mit dem Studiengang „Militärische Führung“ installiert. Damit erhielt das Schulbataillon die Zusatzaufgabe, für qualifizierte Unteroffiziere mit entsprechender Dienstzeit den Vorbereitungskurs und die Zusatzprüfung für die Offiziersausbildung durchzuführen. Somit gab es im Schulbataillon bis zur Schließung des BRGfB am 28. Juni 2012 drei Formen der Heranbildung von Offiziersanwärtern.
Nachdem Frauen seit 1. Jänner 1998 im Bundesheer freiwillig als Soldatinnen dienen konnten, begannen die ersten weiblichen Zöglinge im Jahre 1999 ihre Ausbildung am MilRG und seit 2000 gab es die ersten weiblichen Militärakademiker.

## Uniformierung

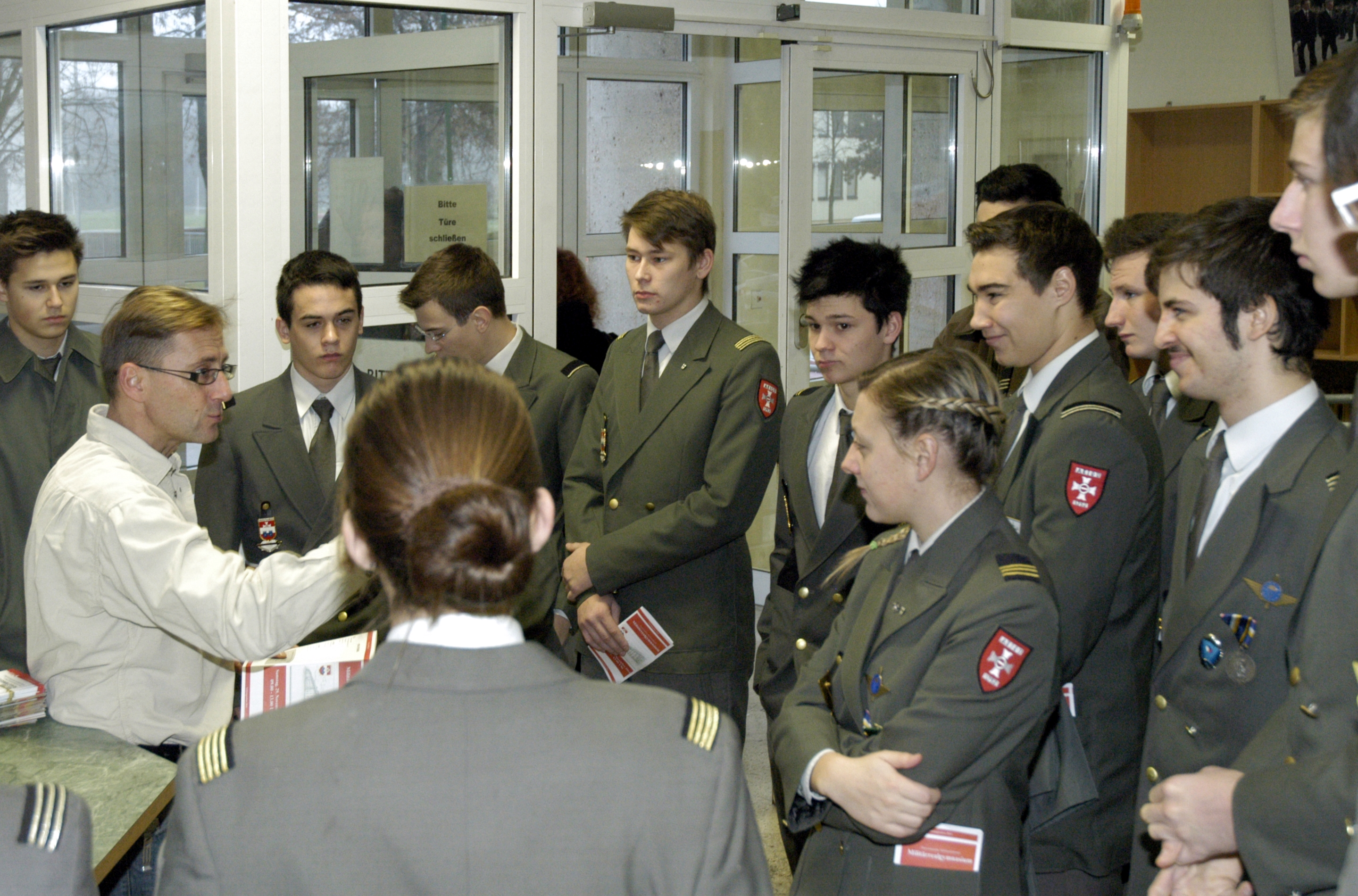
Zöglinge (Militärschüler)

Der Schulbesuch erfolgte grundsätzlich in Uniform. Beim täglichen Unterricht wurde die Uniform des Österreichischen Bundesheeres „Dienstanzug 75“ getragen. Als Ausgangsanzug, auch A-Garnitur genannt, fungierte viele Jahre ein graues, zweireihiges Sakko, welches in den letzten Schuljahren durch den Anzug Grau des Bundesheeres ersetzt wurde. Unterschied vom Ausgangsanzug des Schüler, zu jenem der Soldaten waren Distinktionsschlaufen an den Schultern, auch der Waffenspiegel wurde weggelassen. Dazu wurde ein weißes Hemd mit dunkelgrauer Krawatte und eine graue Uniformhose getragen. Als Kopfbedeckung war ein schwarzes Barett mit dem Abzeichen des Militärrealgymnasiums vorgesehen. Die Zöglinge trugen ebenfalls dunkelblaue Rangabzeichen, welche den jeweiligen Stand der Schulstufe anzeigten. Pro Schulstufe war je ein schmaler goldener Streifen vorgesehen.

## Vormilitärische Ausbildung

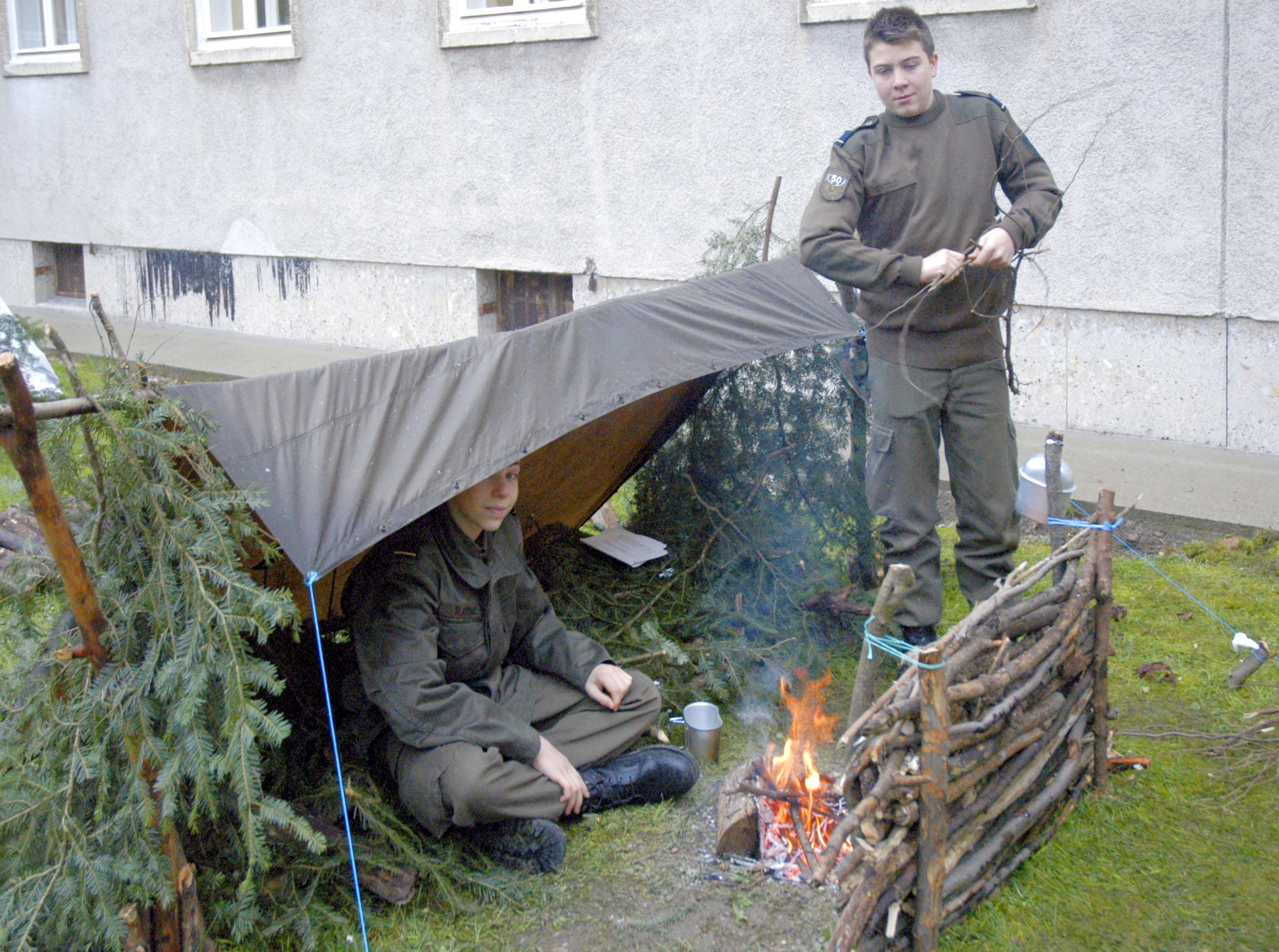
Vormilitärische Ausbildung am Militärrealgymnasium

Verbunden mit der schulischen Ausbildung für die AHS-Matura und dem sozialen Zusammenleben im Internat komplettierte sie das erzieherische Spektrum und bereitete die Militärgymnasiasten auf eine mögliche Zukunft beim Österreichischen Bundesheer, letztlich für alle Bereiche der äußeren und inneren Sicherheit vor (Österr. Sicherheitsdoktrin). Die vormilitärische Erziehung, welche anfangs von Exerzier- und Gefechtsdiensten sowie umfangreicher Waffenausbildung geprägt war, wurde mit der Zeit altersadäquater ausgerichtet. Einmal wöchentlich bildeten die Unteroffiziere des BRG für Berufstätige, unter Anleitung der Erzieheroffiziere, die Zöglinge aus. Nach Auflösung des BRG blieb die Durchführung der Ausbildung bei den Erzieheroffizieren auch ohne Unterstützung.
Ausbildungsplan 2028:
5. Klassen:
Erlernen der militärischen Umgangsformen,
Umgang mit der militärischen Ausrüstung,
Exerzierdienst,
Formaldienst,
Kennenlernen der Strukturen des Österreichischen Bundesheeres,
Karten- und Geländekunde,
Orientierung,
6. und 7. Klasse:
Fernmeldedienst,
Leben im Felde („Outdoor“),
Pionierdienst,
Formaldienst,
Erste-Hilfe-Ausbildung (16-stündiger Kurs, der für den Führerschein gilt),
Tanz- und Benimmkurs (6. Klasse),
Besuche bei Verbänden des Bundesheeres sowie Blaulichtorganisationen, Ausbildungsmethodik und Rhetorik,
Einsatz als Kommandanten beim großen jährlichen Abschlussmarsch (7. Klasse)
8. Klasse:
Wahrnehmen von Führungs- und Organisationsaufgaben (für die unteren Jahrgänge)

## Direktoren
- 1959 Josef Kilga (Realschulmaturakurs)
- 1959–1978 Adalbert Schreiner
- 1978–1979 Gerald Dorschner (prov. Leiter)
- 1979–2002 Stefan Jezik
- 2002–2014 Manfred Schwanzer
- 2014–2018 Werner Sulzgruber[10]

## Schulpartnerschaften
Diese Bundesschule war eine einzigartige Schule in Österreich und international ausgerichtet.
Schulen aus dem Ausland suchten Kontakt für Kooperationen mit diesem Haus.
Zuletzt bestanden spezielle Schulpartnerschaften mit folgenden „Militärschulen“:
- Welbeck College (Vereinigtes Königreich)
- Militärschule Saint-Cyr (Frankreich)

## Bekannte Absolventen
- Stefan Berger (* 1986), Politiker
- Udo Landbauer (* 1986), Politiker
- Christian Hafenecker (* 1980), Politiker
- Michael Schnedlitz (* 1984), Politiker
- Josef Moser (* 1955), Jurist und Politiker
- Norbert Sinn (* 1953), Generalmajor
- Sepp Resnik (* 1953), Extremsportler
- Lukas Schnitzer (* 1988), Politiker
- Michael Wanner (* 1964), Politiker

## Sportliche Erfolge von Absolventen nach Maturajahrgang (Auswahl)
- 1970: Walter Marik, sechsfacher Staatsmeister in Fechten (1975, 1976, 1977, 1978)
- 1973: Hannes Lembacher, dreifacher Staatsmeister in Degenfechten (1976, 1979, 1981)
- 1979: Thomas Haasmann, vierfacher Judo–Staatsmeister (1980, 1983, 1984, 1988)
- 1981: Horst Stocker, sechsfacher Staatsmeister im Modernen Fünfkampf (1991, 1992, 1994, 1997, 2000, 2002)
- 1981: Arno Strohmeyer, dreifacher Staatsmeister in Fechten (1985, 1988, 1992)
- 1986: Rüdiger Tesar, Staatsmeister im Modernen Fünfkampf (1998)
- 1991: Klaus Ambrosch, dreifacher Staatsmeister im Zehnkampf (1999, 2001, 2002)
- 1998: Stefano Palma, Weltmeister Militärischer Fünfkampf 2002, Weltmeister Staffel 2006, Ö-Rekordhalter
- 2003: Thomas Daniel, zweifacher Staatsmeister im Modernen Fünfkampf (2003, 2004)

## Schließung

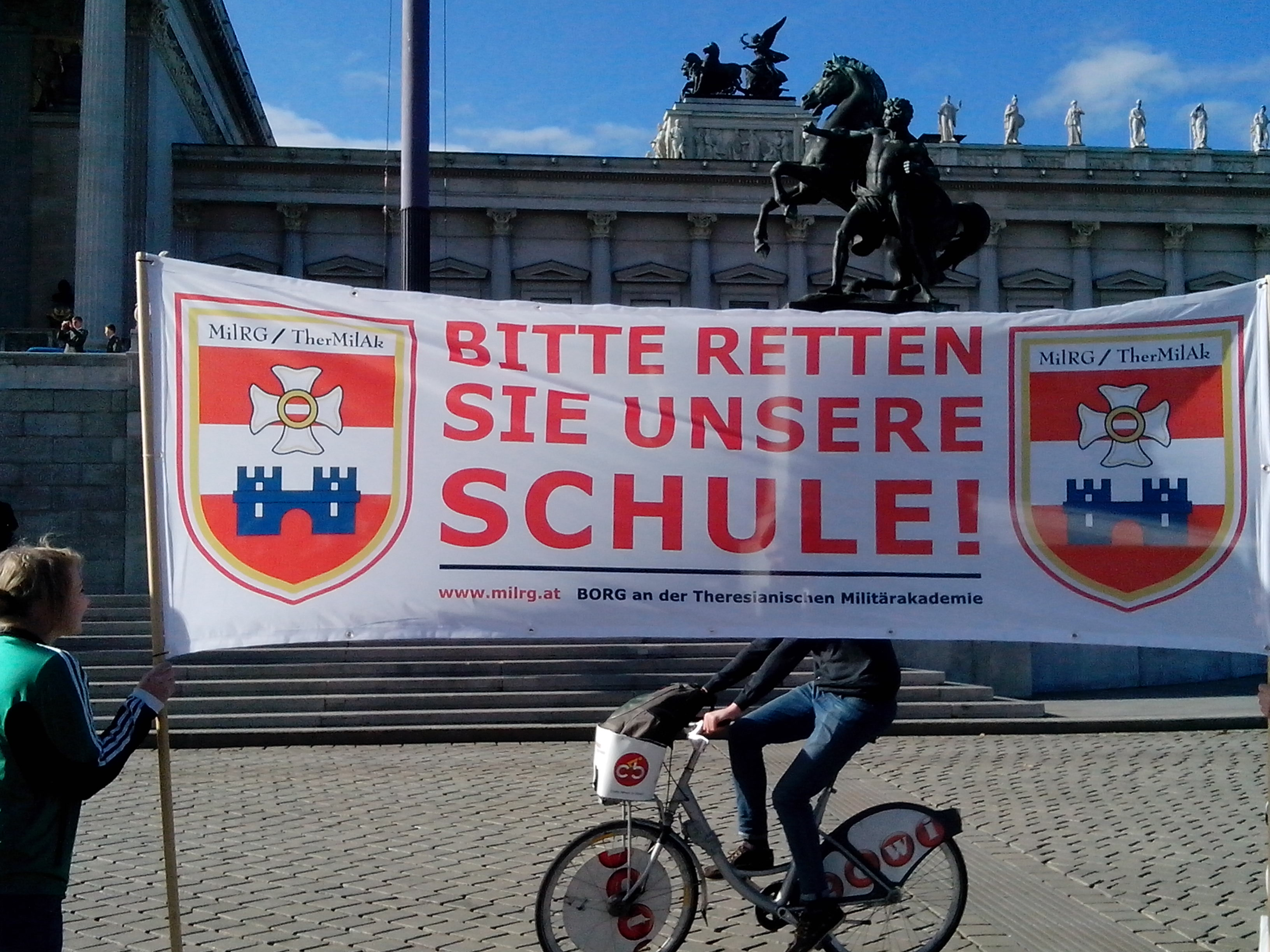
Aktion der Schule vor dem Parlamentsgebäude in Wien

Im Zuge der von Verteidigungsminister Gerald Klug im Oktober 2014 präsentierten Sparpläne sollte das MilRG geschlossen werden. Allerdings gab es massiven Widerstand der Schulgemeinschaft, da keine pädagogisch akzeptable Form des Auslaufens oder ein sinnvolles Übergangskonzept verfolgt wurde, sondern die Militärschule samt Internat innerhalb von nur zwei Jahren geschlossen werden sollte. Dieser Widerstand zeigte sich durch eine Sammlung von über 35.000 Unterschriften, sowie durch Flashmobs, Protestbriefe und mündete in einer Demonstration der Absolventen, Lehrer, Schüler und Erzieher am Ballhausplatz. Große mediale Aufmerksamkeit in Fernsehen und Printmedien fand der, vom 15-jährigen Schulsprechers Christian Vesligay an Verteidigungsminister Gerald Klug adressierte, Protestbrief. Durch dieses Schreiben und die darauf folgenden Protestaktionen konnten persönliche Gespräche mit dem Bundespräsidenten, dem Verteidigungsminister und den Wehrsprechern des Parlaments erwirkt werden. Ein Teilerfolg war der vom Landesschulrat von NÖ für alle Zöglinge garantierte Bildungsabschluss nach gesetzlichen Grundlagen.
Obwohl im Jahr 2018 die letzte Matura abgehalten werden sollte, tauchten bereits im Frühjahr 2017 Gerüchte für einen Weiterbestand auf. Weiteren Nährboden ergab das Regierungsprogramm, das vor Weihnachten 2017 von der Bundesregierung Kurz I vorgestellt wurde und dort ein „Weitererhalt“ vorgesehen war. Allerdings war eine Fortsetzung des Schulbetriebs nicht möglich, nachdem es wegen mangelnder Investitionen zu einer untragbaren Raumsituation, aufgrund von personellen Ausdünnungen zu fehlenden Fachpersonalressourcen und letztlich der jahrelangen Einfrierung von Geldmitteln zu einem Bankrott im Schulbudget gekommen war. Die von Minister Klug 2014 getroffene Entscheidung und die mit ihr in der Folge durchgeführten Zwangsmaßnahmen hatten eine Situation geschaffen, die eine gänzliche Neuaufstellung einer künftigen Bildungseinrichtung erforderte.
Mit den entsprechenden Planungen wurde im Jänner 2018 begonnen, nachdem von der neu angelobten Bundesregierung Kurz I beschlossen worden war, das MilRG doch weiterzuführen. Zu diesem Zeitpunkt befand sich die Bildungseinrichtung jedoch in der letzten Phase der Rückorganisation, was eine neue Projektierung erforderlich machte: Eine neue Bildungseinrichtung sollte nicht nur eine militärische Ausbildung bieten, sondern, einem Konzept von Dr. Werner Sulzgruber folgend, eine für Österreich neuartige Form der „Sicherheitsschule“ sein, also mithin eine Ausbildungsstätte für den polizeilichen Bereich und andere Sektoren im Bereich Sicherheit, wie zum Beispiel Cyber-Security. Der konkrete zukünftige Schultyp wurde anfangs noch nicht fixiert. Das Bundesministerium für Landesverteidigung entschied sich im Frühjahr 2018 jedoch für eine berufsbildende höhere Schule.
Die schulische Bildungseinrichtung sollte in Wiener Neustadt angesiedelt bleiben. Der Neubau eines passenden Schulgebäudes wurde zwar nahe der MilAk geplant, doch in Entbehrung von Alternativen sollte sie im selben Gebäude, das inzwischen andere Verwendungen gefunden hatte, situiert sein.
Im September 2019 erfolgte tatsächlich der Start der Bundeshandelsakademie für Führung und Sicherheit an der Theresianischen Militärakademie in Wiener Neustadt mit zwei Klassen.